# 阿陵県
阿陵県（ありょう-けん）は古代の中国に置かれた県の一つ。現在の中華人民共和国河北省任丘市北東部に相当する。
前漢には沛郡の下に置かれた。
新の王莽が、阿陸県（ありくけん）と改称した。
後漢により廃止された。